# 528 v. Chr.
Portal Geschichte | Portal Biografien | Aktuelle Ereignisse | Jahreskalender | Tagesartikel

◄ |
7. Jahrhundert v. Chr. |
6. Jahrhundert v. Chr. |
5. Jahrhundert v. Chr. |
►

◄ | 540er v. Chr. | 530er v. Chr. | 520er v. Chr. | 510er v. Chr. |
500er v. Chr. |
►

◄◄ | ◄ | 531 v. Chr. | 530 v. Chr. | 529 v. Chr. | 528 v. Chr. |
527 v. Chr. |
526 v. Chr. |
525 v. Chr. |
► |
►►

## Ereignisse

### Politik und Weltgeschehen
- 528/527 v. Chr.: Nach dem Tod des Peisistratos führen seine Söhne Hippias und Hipparchos die Peisistratiden-Tyrannis in Athen fort.

### Sport
- Milon von Kroton feiert seinen dritten Olympiasieg im Ringen.
- Der Athener Kimon siegt ein drittes Mal bei den Olympischen Spielen im Wagenrennen.

## Gestorben
- 528/527 v. Chr.: Peisistratos, athenischer Politiker, Tyrann von Athen (* um 600 v. Chr.)